# خبب
خبب (به لاتین: Khabab) یک شهر در جنوب سوریه در هوران ساده بارور و آهنگ درعا. در لبه منطقه جنوب شرقی از Jah صدای یورتمه رفتن اسب و یالاجاة سنگی بازالت با سنگ سیاه و سفید. و به دور از شهرستان از دمشق، پایتخت، ۵۷ کیلومتری جنوب و در شهرستان سپر که دارای مدیریت حدود ۵۵ کیلومتری شمال است که با این دو شهرستانها در دو راه .نام قدیمی این شهر است ابیبا بر روی یک سنگ در دیوار غربی فوقانی ساختمان خانه خوری گریس سلمان در مرکز دهکده و اما زبان که نوشته شده است یونانی و تاریخ این کتیبه مربوط به ۲۱۳ میلادی.

## جمعیت
جمعیت از ۱۰۰۰۰ مردم در داخل شهر (تابستان فصل ، بسیاری از افراد به بازگشت به فصل تابستان) و به تعداد مساوی هستند و خارج از پایتخت ، برخی از استان های مهم توزیع از دمشق، و تعدادی از مهاجران زندگی در خارج از کشور وجود دارد.
پس از تبدیل جمعیت کاتولیک پادشاهان ، شناخته شده در زبان عربی کلمه کاتولیک هستند، شناخته شده‌اند که ساکنان منطقه غسانیان ,
ساکنان شهر صحبت هوران لهجه عربی است و علاقه از جمعیت در هر دو زبان فرانسه و انگلیسی.